# Здунов Артем Олексійович
Здунов Артем Олексійович (нар. 18 травня 1978, Казань, Татарська АРСР) — російський державний і політичний діяч. Глава Республіки Мордовія з 29 вересня 2021 (виконувач обов'язків 18 листопада 2020 — 29 вересня 2021). Секретар Мордовського регіонального відділення партії «Єдина Росія» з 27 січня 2022 року.
Міністр економіки Республіки Татарстан з 14 жовтня 2014 року по 6 лютого 2018 року. Голова уряду Республіки Дагестан з 7 лютого 2018 року по 18 листопада 2020 року. Кандидат економічних наук (2005).